# Tetrarhanis ilma
Tetrarhanis ilma är en fjärilsart som beskrevs av William Chapman Hewitson 1873. Tetrarhanis ilma ingår i släktet Tetrarhanis och familjen juvelvingar. Inga underarter finns listade i Catalogue of Life.

## Bildgalleri

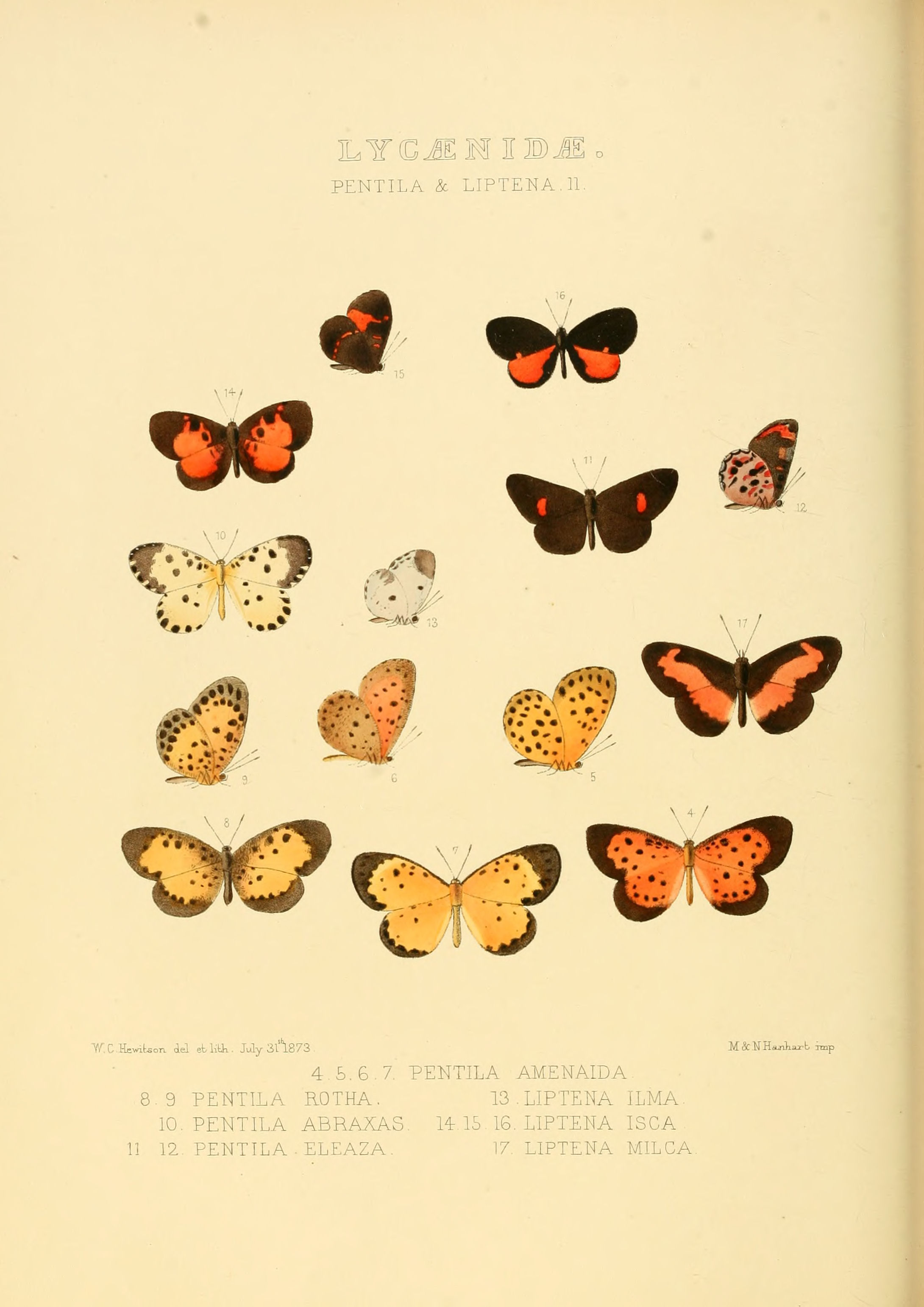